# Liz Truss
Mary Elizabeth Truss, angleška političarka, * 26. julij 1975, Oxford, Združeno kraljestvo.
Leta 2010 je postala poslanka v jugozahodnem Norfolku. Opravljala je različne funkcije v britanskih vladah pod premierji Davidom Cameronom, Thereso May in Borisom Johnsonom.
Liz Truss je obiskovala Merton College v Oxfordu in bila predsednica Liberalnih demokratov Univerze v Oxfordu. Leta 1996 je diplomirala in se pridružila konservativni stranki. Delala je pri družbah Shell in Cable & Wireless ter bila namestnica direktorja think tanka Reform. Po dveh neuspešnih poskusih izvolitve v spodnji dom je bila leta 2010 na splošnih volitvah izvoljena za poslanko za jugozahodni Norfolk. Kot sodelujoča na zadnji klopi je pozvala k reformam na več področjih politike, vključno z varstvom otrok, matematično vzgojo in gospodarstvom. Ustanovila je skupino konservativnih poslancev za svobodno podjetništvo in napisala ali sonapisala številne članke in knjige, med drugim After the Coalition (2011) in Britannia Unchained (2012). Leta 6. septembra 2022 je postala predsednica vlade Združenega kraljestva in vodja Konservativne stranke.
Trussova je od leta 2012 do 2014 služila kot parlamentarna državna podsekretarka za varstvo otrok in izobraževanje, nato pa jo je David Cameron leta 2014 po preoblikovanju vlade imenoval za državno sekretarko za okolje, hrano in podeželje. Čeprav je bila na referendumu leta 2016 zagovornica kampanje Britain Stronger in Europe za obstanek Združenega kraljestva v Evropski uniji, je po izidu goreče podprla Brexit. Potem ko je Cameron julija 2016 odstopil, je bila Trussova maja imenovana za pravosodno državno sekretarko in kanclerko, s čimer je postala prva kanclerka v tisočletni zgodovini urada. Po splošnih volitvah v Združenem kraljestvu leta 2017 je bila Trussova imenovana za glavno sekretarko finančnega ministrstva.
Po Johnsonovem odstopu sredi vladne krize je leta 2022 zmagala na volitvah za vodjo konservativne stranke in s tem postala tretja predsednica vlade Združenega kraljestva. Bila je zadnja premierka, ki je prisegla v času kraljice Elizabete II. in je prva, ki je delovala pod vladavino Karla III. 45 dni po imenovanju je odstopila in nasledil jo je Rishi Sunak. S 50 dnevi na položaju je imela najkrajši staž v zgodovini britanskih premierjev.

## Mladost
Mary Elizabeth Truss se je rodila 26. julija 1975 v Oxfordu v Angliji profesorju Johnu Kennethu Trussu in Priscilli Truss (roj. Grasby). Ima tri mlajše brate, Chrisa, Patricka in Francisa. Že od malih nog je znana po srednjem imenu. Njen oče je zaslužni profesor čiste matematike na Univerzi v Leedsu, medtem ko je bila njena mati medicinska sestra in učiteljica. Trussova je svoje starše opisala kot »levi del laburistov«; njena mati je bila članica Kampanje za jedrsko razorožitev. Ko je Trussova kasneje kot konservativka kandidirala za volitve v parlament, je mati vodila njeno kampanjo, oče pa je to zavrnil. Starša Liz Truss sta se ločila leta 2003; na volitvah v mestni svet Leedsa leta 2004 je njena mati neuspešno kandidirala na volitvah kot liberalna demokratka.
Družina se je preselila v Paisley, Renfrewshire, na Škotskem, ko je bila stara štiri leta, tam je živela od leta 1979 do 1985, s Trussovo, ki je obiskovala osnovno šolo West. Nato je obiskovala šolo Roundhay School v predelu Roundhay v Leedsu, neselektivno državno šolo, za katero je kasneje rekla, da je otroke pustila "na cedilu". Pri dvanajstih letih je eno leto preživela v Burnabyju v Britanski Kolumbiji, kjer je obiskovala osnovno šolo Parkcrest, medtem ko je njen oče poučeval na univerzi Simon Fraser. Sošolci so si Trussovo zapomnili kot marljivo dekle s "piflarskimi" prijatelji. Menda so jo zanimala socialna vprašanja, kot je brezdomstvo. Študirala je filozofijo, politiko in ekonomijo na kolidžu Merton v Oxfordu in diplomirala leta 1996.
Liz Truss je bila aktivna pri liberalnih demokratih. Bila je predsednica Liberalnih demokratov Univerze v Oxfordu in članica nacionalnega izvršnega odbora Mladine in študentov liberalnih demokratov (LDYS). V času, ko je bila liberalna demokratka, je Trussova podpirala legalizacijo konoplje in odpravo monarhije ter se zavzemala proti zakonu o kazenskem pravosodju in javnem redu iz leta 1994.
Trussova se je konservativni stranki pridružila leta 1996.   

## Poklicna kariera
Od leta 1996 do 2000 je Trussova delala za Shell, v tem času pa se je leta 1999 kvalificirala za pooblaščeno poslovodno računovodjo (ACMA). Leta 2000 se je zaposlila pri Cable &amp; Wireless in se povzpela do funkcije ekonomske direktorice, kjer je delovala do leta 2005.
Po porazu na prvih dveh volitvah je Trussova januarja 2008 postala namestnica direktorja možganskega centra Reform s polnim delovnim časom, kjer je zagovarjala strožje akademske standarde v šolah, večjo osredotočenost na boj proti resnemu in organiziranemu kriminalu ter nujne ukrepe za obravnavo Padec konkurenčnosti Britanije. Med drugim je soavtorica poročil The Value of Mathematics, Fit for Purpose, A New Level, in Back To Black: Budget 2009 Paper. .

## Politična kariera
Liz Truss je bila od leta 1998 do 2000 predsednica konservativnega združenja Lewisham Deptford. Truss je leta 1998 (za Vanbrugh Ward) in 2002 (v Blackheath Westcombe) neuspešno tekmoval na volitvah v mestni svet Greenwicha v Londonu .   4. maja 2006 je bila leta 2006 na volitvah v mestni svet Greenwich London Borough izvoljena za svetnico Elthama South.  Trussova 6. maja 2010 ni kandidirala za ponovno izvolitev v svet, saj so bile splošne volitve 2010 razpisane 6. aprila 2010, razpustitev parlamenta 12. aprila 2010 in zadnji dan za vložitev kandidatur za poslanca 20. aprila 2010.    ????
Na splošnih volitvah leta 2001 je Truss kandidiral v volilnem okrožju Hemsworth v Zahodnem Yorkshiru, varnem sedežu laburistične stranke. Zasedla je drugo mesto, ob tem pa glasove konservativcev povečala za 3,2 odstotka. Pred splošnimi volitvami leta 2005 je bila parlamentarna kandidatka za Calder Valley, Sue Catling, pod pritiskom lokalne konservativne zveze, nakar je bila izbrana Trussova, ki je prav tako v Zahodnem Yorkshiru. Trussova je na volitvah tesno izgubilq proti takratnemu predsedniku laburistične stranke.
Pod Davidom Cameronom kot vodjo konservativcev je bila Trussova dodana na strankarski "seznam A". Oktobra 2009 so jo člani konservativnega združenja volilne enote izbrali za sedež v South West Norfolku. V prvem krogu finala je dobila več kot 50 % glasov proti petim drugim kandidatom. Kmalu po njeni izvolitvi so nekateri člani volilnega združenja nasprotovali izboru Trussove, ker ni prijavila predhodne afere s poročenim konservativnim poslancem Markom Fieldom. Predlagali so prekinitev kandidature Trussove, vendar je bil predlog na skupščini članov združenja tri tedne pozneje zavrnjen s 132 glasovi proti 37 proti.
Nadalje je bila Trussova še večkrat izvoljena v predstavniški dom.Od marca 2011 je bila članica izbranega odbora za pravosodje, v odboru je ostala do imenovanja na mesto vladne ministrice.

## Ministrska kariera
4. septembra 2012 je bila Trussova imenovana za parlamentarno državno podsekretarko na Ministrstvu za izobraževanje, odgovorno za otroško varstvo in zgodnje učenje, ocenjevanje, kvalifikacije, reformo učnega načrta, vedenje in prisotnost ter pregled šolske hrane.  V tej vlogi je razvila nekatera področja politike, ki jih je zasledovala kot pomočnica na zadnji klopi (backbencher).
Pri preoblikovanju vlade 15. julija 2014 je bila Liz Truss imenovana za državno sekretarko za okolje, hrano in podeželje. V očitnem nasprotju s svojo predhodnico je Trussova izjavila, da popolnoma verjame, da se podnebne spremembe dogajajo in da so "človeška bitja prispevala k temu". Naslednji dan je postala članica tajnega sveta.
14. julija 2016 je bila Liz Truss imenovana na mesto državne sekretarke za pravosodje in lord-kanclerko v času ministrovanja Therese May. Trussova je postala prva ženska na katerem koli položaju in prva kanclerka v tisočletni zgodovini urada.
11. junija 2017, po splošnih volitvah, je bila premeščena na položaj glavnega sekretarja finančnega ministrstva, prisotna je bila v vladi, vendar ni bila njena polnopravna članica, kar so nekateri razumeli kot degradacijo.
Trussova se je navdušila za negovanje svoje prisotnosti na Twitterju in Instagramu. Časnik The Times je to opisal kot neortodoksen pristop, s katerim je pridobila oboževalce. Tesno je sodelovala tudi pri ustanovitvi skupine za kampanjo prostega trga Freer. Nekateri njeni javni uslužbenci so poročali, da se je njeno delo glavne sekretarke zdelo "izčrpavajoče" zaradi njenega zahtevnega delovnega urnika in njene navade, da uradnikom v naključnih intervalih postavlja vprašanja o multiplikacijah.
Po odstopu Therese May z mesta britanske premierke je Trussova Borisa Johnsona podprla kot kandidata za mesto vodje konservativcev. Po Johnsonovem imenovanju za predsednika vlade je Trussovo imenoval za državno sekretarko za mednarodno trgovino in predsednico odbora za trgovino. Septembra 2019 je prevzela dodatno vlogo ministrice za ženske in enakost. Johnson jo je po preoblikovanju vlade leta 2021 povišal v zunanjo ministrico. Decembra 2021 je bila imenovana za glavno vladno pogajalko z Evropsko unijo in predsedujočo Združenega kraljestva Partnerskemu svetu EU–ZK.

### Zunanja ministrica
15. septembra 2021 med preoblikovanjem vlade je Johnson Trussovo povišal iz sekretarke za mednarodno trgovino v ministrico za zunanje zadeve, Commonwealth in razvojne zadeve, s čimer je postala druga ženska na tem položaju po Margaret Beckett.

### Volitve vodstva konservativne stranke 2022
10. julija 2022 je Trussova napovedala, da bo kandidirala za vodjo konservativne stranke in na tem mestu zamenjala Borisa Johnsona. Zavezala se je, da bo prvi dan znižala davke in dejala, da se bo "borila na volitvah kot konservativka in vladala kot konservativka", dodala pa je tudi, da bo sprejela "takojšnje ukrepe, da bi ljudem pomagala pri soočanju z življenjskimi stroški". Dejala je, da bo preklicala načrtovano zvišanje davka od dohodkov pravnih oseb in razveljavila nedavno zvišanje stopenj nacionalnega zavarovanja, financirano z odložitvijo datuma, do katerega naj bi državni dolg padel, kot del "dolgoročnega načrta za zmanjšanje obsega države in davčne obremenitve«. Med kampanjo je Trussova obljubila, da bo francoskega predsednika Emmanuela Macrona sodila po njegovih "dejanjih in ne besedah", in opozorila, da "porota ne odloča" o tem, ali so Britanci "prijatelji ali sovražniki". Nekdanji britanski veleposlanik v Franciji Peter Ricketts je te komentarje označil za "neodgovorne".
Poslanci konservativne stranke 20. julija za končno glasovanje o vodstvu izbrali Trussovo in nekdanjega ministra za finance Rishija Sunaka. Na končnem glasovanju poslancev je zasedla drugo mesto, saj je prejela 113 glasov, Sunak pa 137. Na glasovanju članov, 5. septembra, je Liz Truss prejela 57,4 odstotkov glasov in tako postala nova voditeljica stranke.

## Predsednica vlade Združenega kraljestva
Kot izvoljeno voditeljico konservativcev, največje politične stranke v parlamentu, je Trussovo sprejela kraljica Elizabeta II. in jo imenovala za novo predsednico vlade Združenega kraljestva. Zaradi kraljičinega slabšega zdravja je Trussovo, nekaj dni pred smrtjo, sprejela na gradu Balmoral na Škotskem, kar je bilo prvič in zadnjič, da novega predsednika vlade v času svoje vladavine ni sprejela v Buckinghamski palači. Kraljica je čez nekaj dni umrla.
Trussova je svojo vlado in druge vladne položaje začela imenovati 6. septembra. Med prvimi ukrepi je bil obsežen načrt gospodarskih reform, znan kot "mini-proračun", ki ga je oblikoval finančni minister Kwasi Kwarteng. Vključeval je znatne davčne olajšave za najbogatejše, odpravo zgornje meje bonusov za bankirje in subvencije za energijo, vse brez jasne strategije financiranja. Načrt je sprožil močne negativne odzive na finančnih trgih, povzročil padec britanskega funta na rekordno nizko raven in sprožil krizo zaupanja v vlado. Banka Anglije je bila prisiljena posredovati, da bi stabilizirala finančne trge, vendar so posledice ostale resne.
Politični pritisk na Liz Truss se je hitro stopnjeval, doživela je tudi kritike poslancev konservativne stranke. 14. oktobra je odstavila Kwartenga in ga nadomestila z Jeremym Huntom, ki je takoj razveljavil večino predlaganih gospodarskih ukrepov. Kljub temu je Truss še naprej izgubljala podporo. 19. oktobra je v parlamentu prišlo do kaotičnega glasovanja o frackingu, ki je še dodatno oslabilo njen položaj.
Le dan kasneje, 20. oktobra 2022, je Liz Truss napovedala svoj odstop, s čimer je postala britanska premierka z najkrajšim mandatom v zgodovini. Njena vlada je trajala le 49 dni, njen mandat pa je simboliziral politično nestabilnost, gospodarski kaos in neuspeh pri vzpostavitvi trdnega vodstva. Nasledil jo je Rishi Sunak, ki je poskušal stabilizirati britansko gospodarstvo in obnoviti zaupanje javnosti v konservativno stranko.

## Politična stališča
Trussova je znana po svojih ekonomsko libertarnih pogledih in podpori prosti trgovini. Ustanovila je skupino konservativnih poslancev za svobodno podjetništvo, skupino parlamentarcev za prosti trg, ki se zavzema za bolj podjetniško gospodarstvo in manj delovnopravnih zakonov. Leta 2022 je Savdsko Arabijo označila za "zaveznico", vendar je dejala, da ne "opravičuje" politike te države. Trussova je obljubila, da bo "preučila" selitev britanskega veleposlaništva v Izraelu iz Tel Aviva v Jeruzalem.
Trussovo so opisali kot jastreba zunanjega ministra. Britanijo je pozvala k zmanjšanju gospodarske odvisnosti od Kitajske in Rusije ter podprla nekatere diplomatske in gospodarske sankcije, ki jih je britanska vlada uvedla proti Kitajski, mdr. prepoved vstopa kitajskemu veleposlaniku v Združenem kraljestvu Zhengu Zeguangu v parlament, kot odgovor na povračilne sankcije Kitajske zaradi v Xinjiang. Rishija Sunaka je obtožila, da "si prizadeva za tesnejše gospodarske odnose" s Kitajsko. Trussova je močno podpirala Tajvan v kontekstu vse slabših odnosov čez ožino, vendar je ob sklicevanju na precedens dejala, da ne bi obiskala otoške države, če bi bila izvoljena za premierko. Ravnanje kitajske vlade z Ujguri je označila za "genocid".
Izjavila je, da sta Združeno kraljestvo in Turčija "ključni evropski zaveznici v Natu" in pozvala k poglobitvi sodelovanja med Združenim kraljestvom in Turčijo na področju "energije, obrambe in varnosti". Trussova je dejala, da bo še naprej podpirala Ciper pri njegovih "prizadevanjih za ponovno združitev v skladu z mednarodnim pravom in pri pomoči pri iskanju mirne in trajne rešitve" ciprskega konflikta med ciprskimi Grki in separatisti ciprskih Turkov, ki jih podpira Turčija.

### Brexit
Trussova je med referendumom leta 2016 podprla obstanek Združenega kraljestva v Evropski uniji z besedami: "Nočem, da moje hčere odraščajo v svetu, kjer potrebujejo vizum ali dovoljenje za delo v Evropi ali kjer so ovirane pri rasti podjetje zaradi oderuških stroškov klicev in trgovinskih ovir. Vsak starš si želi, da bi njegovi otroci odraščali v zdravem okolju s čisto vodo, svežim zrakom in cvetočimi naravnimi čudesi. Biti del EU pomaga varovati te dragocene vire in prostore." Po referendumu in je bila opisana kot podpornica brexita, spreobrnjenka. Leta 2017 je dejala, da bi glasovala za brexit, če bi izvedli še en referendum, in dejala: "Verjela sem, da bodo velike gospodarske težave, a do njih ni prišlo in videla sem tudi priložnosti."
Na volitvah za vodstvo konservativne stranke leta 2022 je Trussova o svoji podpori za Remain dejala, da "sem se motila in sem pripravljena priznati, da sem se motila". Dodala je, da se "nekateri znaki propada niso zgodili in smo namesto tega po brexitu dejansko dobili nove priložnosti".

## Zasebno
Leta 2000 se je Trussova poročila s Hughom O'Learyjem, kolegom računovodjem. Imata dve hčerki. Od leta 2004 do sredine leta 2005 je imela zunajzakonsko razmerje s poročenim poslancem Markom Fieldom, ki ga je konservativna stranka imenovala za svojega političnega mentorja. Vendar je njen zakon z O'Learyjem afero preživel.
Leta 2022 je Trussova dejala: "Delim vrednote krščanske vere in anglikanske cerkve, vendar nisem redna vernica".

## Publikacije
- Kounine, Laura; Marks, John; Truss, Elizabeth (Junij 2008). The value of mathematics (PDF). London: Reform. ISBN 978-1-905730-09-4. Arhivirano iz prvotnega spletišča (PDF) dne 16. aprila 2009.
- Bassett, Dale; Cawston, Thomas; Thraves, Laurie; Truss, Elizabeth (Junij 2009). A new level (PDF). London: Reform. ISBN 978-1-905730-19-3.
- Truss, Elizabeth; Bosanquet, Nick (september 2009). Risky Business: "Nudging" you to make the "right" choices (PDF). London: Chartered Insurance Institute.{{navedi knjigo}}:  Vzdrževanje CS1: samodejni prevod datuma (povezava)
- Truss, Elizabeth (15. marec 2011). Academic rigour and social mobility: how low income students are being kept out of top jobs. Centre Forum. Arhivirano iz prvotnega spletišča dne 19. aprila 2012.
- Kwarteng, Kwasi; Patel, Priti; Raab, Dominic; Skidmore, Chris (2011). After the Coalition. London: Biteback Publishing. ISBN 978-1-84954-212-8.
- Truss, Elizabeth (Maj 2012). Affordable quality: new approaches to childcare (PDF). Centre Forum. Arhivirano iz prvotnega spletišča (PDF) dne 9. novembra 2016. Pridobljeno 30. junija 2012.
- Truss, Elizabeth (30. april 2016). »EU membership – benefits for animal health and welfare«. Veterinary Record. 178 (18): 435. doi:10.1136/vr.i2349. PMID 27127086.